# Vigintivirat
Ne doit pas être confondu avec Vigintisexvirat.
Le vigintivirat est, durant le Haut-Empire romain, un collège de vingt magistrats mineurs (magistratus minores) élus chaque année et répartis en quatre sous-collèges. Il s'agit de l'évolution du vigintisexvirat républicain après la suppression de deux sous-collèges sous Auguste. Au moins à partir du règne de Tibère, il constitue une première étape vers une carrière sénatoriale auquel accèdent les fils de familles équestres et sénatoriales après leur service militaire, âgés entre 25 et 30 ans, avant de briguer la questure. La fonction est également accessible aux jeunes plébéiens à condition de bénéficier de la protection de l'empereur qui se sert de cette magistrature pour accélérer l'ascension politique d'un favori.
Le vigintivirat compte :
- les triumvirs monétaires (triumviri monetales), trois magistrats chargés de contrôler la frappe des monnaies sous la direction des questeurs ;
- les decemviri stlitibus iudicandis, collège de dix juges chargé des litiges mineurs (en latin stlis, stlitis), notamment pour les affaires de succession ;
- les quattuorviri viis in urbe purgandis, collège de quatre magistrats chargé de contrôler l'entretien des rues de Rome ;
- les triumviri capitales ou triumviri nocturni, trois magistrats chargés de la surveillance des incendies et de la police nocturne de Rome.

Il disparaît au cours du IIIe siècle. Le dernier vigintivir attesté par l'épigraphie latine est un triumvir capital, postérieur à 235.